# Lamprolenis nitida
Lamprolenis nitida är en fjärilsart som beskrevs av Frederick DuCane Godman och Osbert Salvin 1880. Lamprolenis nitida ingår i släktet Lamprolenis och familjen praktfjärilar. Inga underarter finns listade i Catalogue of Life.